# Liv Grete Skjelbreid
Liv Grete Skjelbreid (Liv Grete Poirée în timpul căsătoriei; n. 7 iulie 1974, Comuna Fusa, Hordaland, Norvegia) este o fostă campioană norvegiană la biatlon.

## Cariera sportivă
Ea participă cu succes sub numele de Liv Grete Skjelbreid la competiția de biatlon ștafetă din 1990. Câștigă o medalie de aur și două medalii de argint la campionatul mondial dim 1997 și 1998. În Oslo Liv Grete Poirée devine campioană mondială la sprint și startul în grup. În anul următor, la Pokljuka, câștigă medalia de aur la disciplina de urmărire, iar în sezonul 2000/2001 și 2001/2002, ocupă locul 2 în clasamentul general mondial. Din 2000 până în 2013 a fost căsătorită cu atletul francez Raphaël Poirée, cu care are trei fete.
Medalii
- 0 x  Aur 2 x  Argint 1 x  Bronz la Jocurile Olimpice
- 8 x  Aur 3 x  Argint 2 x  Bronz la Campionatele Mondiale